# 1443
Portal Geschichte | Portal Biografien | Aktuelle Ereignisse | Jahreskalender | Tagesartikel

◄ |
14. Jahrhundert |
15. Jahrhundert
| 16. Jahrhundert | ►

◄ |
1410er |
1420er |
1430er |
1440er
| 1450er | 1460er | 1470er | ►

◄◄ |
◄ |
1439 |
1440 |
1441 |
1442 |
1443
| 1444 | 1445 | 1446 | 1447 | ► | ►►
Staatsoberhäupter  · Nekrolog
| Januar | Januar | Januar | Januar | Januar | Januar | Januar | Januar |
| Kw     | Mo     | Di     | Mi     | Do     | Fr     | Sa     | So     |
| 1      |        | 1      | 2      | 3      | 4      | 5      | 6      |
| 2      | 7      | 8      | 9      | 10     | 11     | 12     | 13     |
| 3      | 14     | 15     | 16     | 17     | 18     | 19     | 20     |
| 4      | 21     | 22     | 23     | 24     | 25     | 26     | 27     |
| 5      | 28     | 29     | 30     | 31     |        |        |        |
| ------ | ------ | ------ | ------ | ------ | ------ | ------ | ------ |

| Februar | Februar | Februar | Februar | Februar | Februar | Februar | Februar |
| Kw      | Mo      | Di      | Mi      | Do      | Fr      | Sa      | So      |
| 5       |         |         |         |         | 1       | 2       | 3       |
| 6       | 4       | 5       | 6       | 7       | 8       | 9       | 10      |
| 7       | 11      | 12      | 13      | 14      | 15      | 16      | 17      |
| 8       | 18      | 19      | 20      | 21      | 22      | 23      | 24      |
| 9       | 25      | 26      | 27      | 28      |         |         |         |
| ------- | ------- | ------- | ------- | ------- | ------- | ------- | ------- |

| März | März | März | März | März | März | März | März |
| Kw   | Mo   | Di   | Mi   | Do   | Fr   | Sa   | So   |
| 9    |      |      |      |      | 1    | 2    | 3    |
| 10   | 4    | 5    | 6    | 7    | 8    | 9    | 10   |
| 11   | 11   | 12   | 13   | 14   | 15   | 16   | 17   |
| 12   | 18   | 19   | 20   | 21   | 22   | 23   | 24   |
| 13   | 25   | 26   | 27   | 28   | 29   | 30   | 31   |
| ---- | ---- | ---- | ---- | ---- | ---- | ---- | ---- |

| April | April | April | April | April | April | April | April |
| Kw    | Mo    | Di    | Mi    | Do    | Fr    | Sa    | So    |
| 14    | 1     | 2     | 3     | 4     | 5     | 6     | 7     |
| 15    | 8     | 9     | 10    | 11    | 12    | 13    | 14    |
| 16    | 15    | 16    | 17    | 18    | 19    | 20    | 21    |
| 17    | 22    | 23    | 24    | 25    | 26    | 27    | 28    |
| 18    | 29    | 30    |       |       |       |       |       |
| ----- | ----- | ----- | ----- | ----- | ----- | ----- | ----- |

| Mai | Mai | Mai | Mai | Mai | Mai | Mai | Mai |
| Kw  | Mo  | Di  | Mi  | Do  | Fr  | Sa  | So  |
| 18  |     |     | 1   | 2   | 3   | 4   | 5   |
| 19  | 6   | 7   | 8   | 9   | 10  | 11  | 12  |
| 20  | 13  | 14  | 15  | 16  | 17  | 18  | 19  |
| 21  | 20  | 21  | 22  | 23  | 24  | 25  | 26  |
| 22  | 27  | 28  | 29  | 30  | 31  |     |     |
| --- | --- | --- | --- | --- | --- | --- | --- |

| Juni | Juni | Juni | Juni | Juni | Juni | Juni | Juni |
| Kw   | Mo   | Di   | Mi   | Do   | Fr   | Sa   | So   |
| 22   |      |      |      |      |      | 1    | 2    |
| 23   | 3    | 4    | 5    | 6    | 7    | 8    | 9    |
| 24   | 10   | 11   | 12   | 13   | 14   | 15   | 16   |
| 25   | 17   | 18   | 19   | 20   | 21   | 22   | 23   |
| 26   | 24   | 25   | 26   | 27   | 28   | 29   | 30   |
| ---- | ---- | ---- | ---- | ---- | ---- | ---- | ---- |

| Juli | Juli | Juli | Juli | Juli | Juli | Juli | Juli |
| Kw   | Mo   | Di   | Mi   | Do   | Fr   | Sa   | So   |
| 27   | 1    | 2    | 3    | 4    | 5    | 6    | 7    |
| 28   | 8    | 9    | 10   | 11   | 12   | 13   | 14   |
| 29   | 15   | 16   | 17   | 18   | 19   | 20   | 21   |
| 30   | 22   | 23   | 24   | 25   | 26   | 27   | 28   |
| 31   | 29   | 30   | 31   |      |      |      |      |
| ---- | ---- | ---- | ---- | ---- | ---- | ---- | ---- |

| August | August | August | August | August | August | August | August |
| Kw     | Mo     | Di     | Mi     | Do     | Fr     | Sa     | So     |
| 31     |        |        |        | 1      | 2      | 3      | 4      |
| 32     | 5      | 6      | 7      | 8      | 9      | 10     | 11     |
| 33     | 12     | 13     | 14     | 15     | 16     | 17     | 18     |
| 34     | 19     | 20     | 21     | 22     | 23     | 24     | 25     |
| 35     | 26     | 27     | 28     | 29     | 30     | 31     |        |
| ------ | ------ | ------ | ------ | ------ | ------ | ------ | ------ |

| September | September | September | September | September | September | September | September |
| Kw        | Mo        | Di        | Mi        | Do        | Fr        | Sa        | So        |
| 35        |           |           |           |           |           |           | 1         |
| 36        | 2         | 3         | 4         | 5         | 6         | 7         | 8         |
| 37        | 9         | 10        | 11        | 12        | 13        | 14        | 15        |
| 38        | 16        | 17        | 18        | 19        | 20        | 21        | 22        |
| 39        | 23        | 24        | 25        | 26        | 27        | 28        | 29        |
| 40        | 30        |           |           |           |           |           |           |
| --------- | --------- | --------- | --------- | --------- | --------- | --------- | --------- |

| Oktober | Oktober | Oktober | Oktober | Oktober | Oktober | Oktober | Oktober |
| Kw      | Mo      | Di      | Mi      | Do      | Fr      | Sa      | So      |
| 40      |         | 1       | 2       | 3       | 4       | 5       | 6       |
| 41      | 7       | 8       | 9       | 10      | 11      | 12      | 13      |
| 42      | 14      | 15      | 16      | 17      | 18      | 19      | 20      |
| 43      | 21      | 22      | 23      | 24      | 25      | 26      | 27      |
| 44      | 28      | 29      | 30      | 31      |         |         |         |
| ------- | ------- | ------- | ------- | ------- | ------- | ------- | ------- |

| November | November | November | November | November | November | November | November |
| Kw       | Mo       | Di       | Mi       | Do       | Fr       | Sa       | So       |
| 44       |          |          |          |          | 1        | 2        | 3        |
| 45       | 4        | 5        | 6        | 7        | 8        | 9        | 10       |
| 46       | 11       | 12       | 13       | 14       | 15       | 16       | 17       |
| 47       | 18       | 19       | 20       | 21       | 22       | 23       | 24       |
| 48       | 25       | 26       | 27       | 28       | 29       | 30       |          |
| -------- | -------- | -------- | -------- | -------- | -------- | -------- | -------- |

| Dezember | Dezember | Dezember | Dezember | Dezember | Dezember | Dezember | Dezember |
| Kw       | Mo       | Di       | Mi       | Do       | Fr       | Sa       | So       |
| 48       |          |          |          |          |          |          | 1        |
| 49       | 2        | 3        | 4        | 5        | 6        | 7        | 8        |
| 50       | 9        | 10       | 11       | 12       | 13       | 14       | 15       |
| 51       | 16       | 17       | 18       | 19       | 20       | 21       | 22       |
| 52       | 23       | 24       | 25       | 26       | 27       | 28       | 29       |
| 1        | 30       | 31       |          |          |          |          |          |
| -------- | -------- | -------- | -------- | -------- | -------- | -------- | -------- |

| Januar | Januar | Januar | Januar | Januar | Januar | Januar | Januar |
| Kw     | Mo     | Di     | Mi     | Do     | Fr     | Sa     | So     |
| 1      |        | 1      | 2      | 3      | 4      | 5      | 6      |
| 2      | 7      | 8      | 9      | 10     | 11     | 12     | 13     |
| 3      | 14     | 15     | 16     | 17     | 18     | 19     | 20     |
| 4      | 21     | 22     | 23     | 24     | 25     | 26     | 27     |
| 5      | 28     | 29     | 30     | 31     |        |        |        |
| ------ | ------ | ------ | ------ | ------ | ------ | ------ | ------ |

| Februar | Februar | Februar | Februar | Februar | Februar | Februar | Februar |
| Kw      | Mo      | Di      | Mi      | Do      | Fr      | Sa      | So      |
| 5       |         |         |         |         | 1       | 2       | 3       |
| 6       | 4       | 5       | 6       | 7       | 8       | 9       | 10      |
| 7       | 11      | 12      | 13      | 14      | 15      | 16      | 17      |
| 8       | 18      | 19      | 20      | 21      | 22      | 23      | 24      |
| 9       | 25      | 26      | 27      | 28      |         |         |         |
| ------- | ------- | ------- | ------- | ------- | ------- | ------- | ------- |

| März | März | März | März | März | März | März | März |
| Kw   | Mo   | Di   | Mi   | Do   | Fr   | Sa   | So   |
| 9    |      |      |      |      | 1    | 2    | 3    |
| 10   | 4    | 5    | 6    | 7    | 8    | 9    | 10   |
| 11   | 11   | 12   | 13   | 14   | 15   | 16   | 17   |
| 12   | 18   | 19   | 20   | 21   | 22   | 23   | 24   |
| 13   | 25   | 26   | 27   | 28   | 29   | 30   | 31   |
| ---- | ---- | ---- | ---- | ---- | ---- | ---- | ---- |

| April | April | April | April | April | April | April | April |
| Kw    | Mo    | Di    | Mi    | Do    | Fr    | Sa    | So    |
| 14    | 1     | 2     | 3     | 4     | 5     | 6     | 7     |
| 15    | 8     | 9     | 10    | 11    | 12    | 13    | 14    |
| 16    | 15    | 16    | 17    | 18    | 19    | 20    | 21    |
| 17    | 22    | 23    | 24    | 25    | 26    | 27    | 28    |
| 18    | 29    | 30    |       |       |       |       |       |
| ----- | ----- | ----- | ----- | ----- | ----- | ----- | ----- |

| Mai | Mai | Mai | Mai | Mai | Mai | Mai | Mai |
| Kw  | Mo  | Di  | Mi  | Do  | Fr  | Sa  | So  |
| 18  |     |     | 1   | 2   | 3   | 4   | 5   |
| 19  | 6   | 7   | 8   | 9   | 10  | 11  | 12  |
| 20  | 13  | 14  | 15  | 16  | 17  | 18  | 19  |
| 21  | 20  | 21  | 22  | 23  | 24  | 25  | 26  |
| 22  | 27  | 28  | 29  | 30  | 31  |     |     |
| --- | --- | --- | --- | --- | --- | --- | --- |

| Juni | Juni | Juni | Juni | Juni | Juni | Juni | Juni |
| Kw   | Mo   | Di   | Mi   | Do   | Fr   | Sa   | So   |
| 22   |      |      |      |      |      | 1    | 2    |
| 23   | 3    | 4    | 5    | 6    | 7    | 8    | 9    |
| 24   | 10   | 11   | 12   | 13   | 14   | 15   | 16   |
| 25   | 17   | 18   | 19   | 20   | 21   | 22   | 23   |
| 26   | 24   | 25   | 26   | 27   | 28   | 29   | 30   |
| ---- | ---- | ---- | ---- | ---- | ---- | ---- | ---- |

| Juli | Juli | Juli | Juli | Juli | Juli | Juli | Juli |
| Kw   | Mo   | Di   | Mi   | Do   | Fr   | Sa   | So   |
| 27   | 1    | 2    | 3    | 4    | 5    | 6    | 7    |
| 28   | 8    | 9    | 10   | 11   | 12   | 13   | 14   |
| 29   | 15   | 16   | 17   | 18   | 19   | 20   | 21   |
| 30   | 22   | 23   | 24   | 25   | 26   | 27   | 28   |
| 31   | 29   | 30   | 31   |      |      |      |      |
| ---- | ---- | ---- | ---- | ---- | ---- | ---- | ---- |

| August | August | August | August | August | August | August | August |
| Kw     | Mo     | Di     | Mi     | Do     | Fr     | Sa     | So     |
| 31     |        |        |        | 1      | 2      | 3      | 4      |
| 32     | 5      | 6      | 7      | 8      | 9      | 10     | 11     |
| 33     | 12     | 13     | 14     | 15     | 16     | 17     | 18     |
| 34     | 19     | 20     | 21     | 22     | 23     | 24     | 25     |
| 35     | 26     | 27     | 28     | 29     | 30     | 31     |        |
| ------ | ------ | ------ | ------ | ------ | ------ | ------ | ------ |

| September | September | September | September | September | September | September | September |
| Kw        | Mo        | Di        | Mi        | Do        | Fr        | Sa        | So        |
| 35        |           |           |           |           |           |           | 1         |
| 36        | 2         | 3         | 4         | 5         | 6         | 7         | 8         |
| 37        | 9         | 10        | 11        | 12        | 13        | 14        | 15        |
| 38        | 16        | 17        | 18        | 19        | 20        | 21        | 22        |
| 39        | 23        | 24        | 25        | 26        | 27        | 28        | 29        |
| 40        | 30        |           |           |           |           |           |           |
| --------- | --------- | --------- | --------- | --------- | --------- | --------- | --------- |

| Oktober | Oktober | Oktober | Oktober | Oktober | Oktober | Oktober | Oktober |
| Kw      | Mo      | Di      | Mi      | Do      | Fr      | Sa      | So      |
| 40      |         | 1       | 2       | 3       | 4       | 5       | 6       |
| 41      | 7       | 8       | 9       | 10      | 11      | 12      | 13      |
| 42      | 14      | 15      | 16      | 17      | 18      | 19      | 20      |
| 43      | 21      | 22      | 23      | 24      | 25      | 26      | 27      |
| 44      | 28      | 29      | 30      | 31      |         |         |         |
| ------- | ------- | ------- | ------- | ------- | ------- | ------- | ------- |

| November | November | November | November | November | November | November | November |
| Kw       | Mo       | Di       | Mi       | Do       | Fr       | Sa       | So       |
| 44       |          |          |          |          | 1        | 2        | 3        |
| 45       | 4        | 5        | 6        | 7        | 8        | 9        | 10       |
| 46       | 11       | 12       | 13       | 14       | 15       | 16       | 17       |
| 47       | 18       | 19       | 20       | 21       | 22       | 23       | 24       |
| 48       | 25       | 26       | 27       | 28       | 29       | 30       |          |
| -------- | -------- | -------- | -------- | -------- | -------- | -------- | -------- |

| Dezember | Dezember | Dezember | Dezember | Dezember | Dezember | Dezember | Dezember |
| Kw       | Mo       | Di       | Mi       | Do       | Fr       | Sa       | So       |
| 48       |          |          |          |          |          |          | 1        |
| 49       | 2        | 3        | 4        | 5        | 6        | 7        | 8        |
| 50       | 9        | 10       | 11       | 12       | 13       | 14       | 15       |
| 51       | 16       | 17       | 18       | 19       | 20       | 21       | 22       |
| 52       | 23       | 24       | 25       | 26       | 27       | 28       | 29       |
| 1        | 30       | 31       |          |          |          |          |          |
| -------- | -------- | -------- | -------- | -------- | -------- | -------- | -------- |

## Ereignisse

### Politik und Weltgeschehen

#### Skandinavien
- 1. Januar: Der Wittelsbacher Christoph von Pfalz-Neuburg wird zum „Erzkönig“ der dänischen Lande gekrönt und regiert das Gebiet der Kalmarer Union, zu dem Grönland, Dänemark, Norwegen, Schweden und Finnland gehören.

#### Eidgenossenschaft

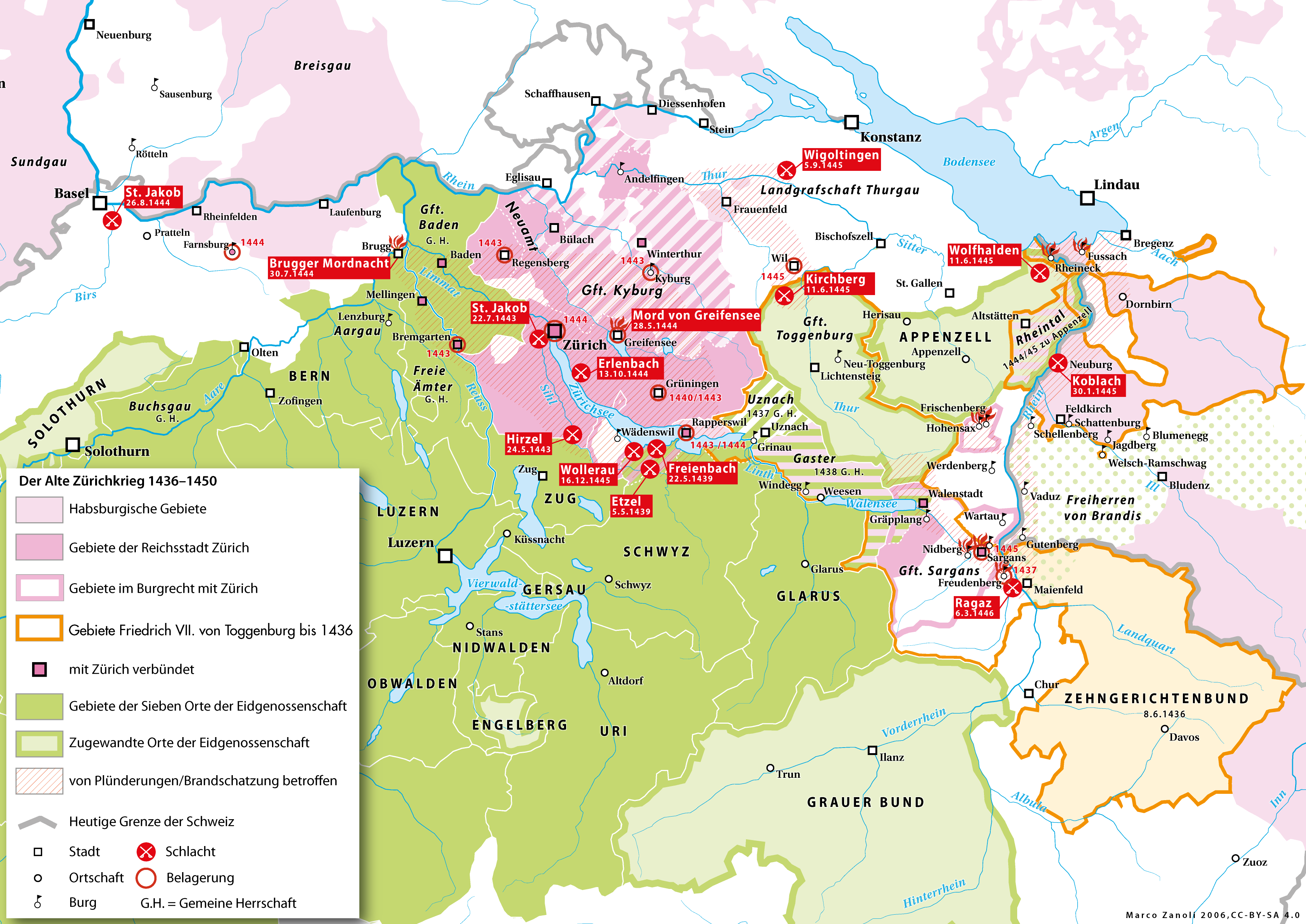
Karte Alter Zürichkrieg

- Januar: Die bisherigen Gegner König Friedrich III. aus dem Haus Habsburg und die Stadt Zürich verbünden sich im Alten Zürichkrieg. Zürich erhält einen habsburgischen Hauptmann, Thüring von Hallwil, dem die Bürger einen Eid zu leisten haben. Die Zürcher Truppen tragen von nun an das rote habsburgische Kreuz, nicht mehr das weiße eidgenössische. Obwohl Zürich gemäß dem Bundesbrief mit der Eidgenossenschaft das Recht hat, ein solches Bündnis zu schließen, verlangen die übrigen eidgenössischen Orte, der Bund müsse aufgelöst werden. Auf die Einladung zu einem eidgenössischen Schiedsgericht in Einsiedeln reagiert Zürich negativ und beruft sich auf sein freies Bündnisrecht.
- 19. Mai: Zürich erneuert das Burgrecht mit Bremgarten und vereinbart mit Baden Neutralität.
- 20. Mai: 120 Mann aus Winterthur und 400 aus der Grafschaft Kyburg werden in die habsburgische Stadt Rapperswil verlegt.
- 20./21. Mai: Schwyz erklärt Zürich und Markgraf Wilhelm von Hachberg namens der Herrschaft Österreich den Krieg. Glarus schließt sich der Kriegserklärung an. Die anderen eidgenössischen Orte, die lieber noch verhandelt hätten, verhalten sich abwartend.

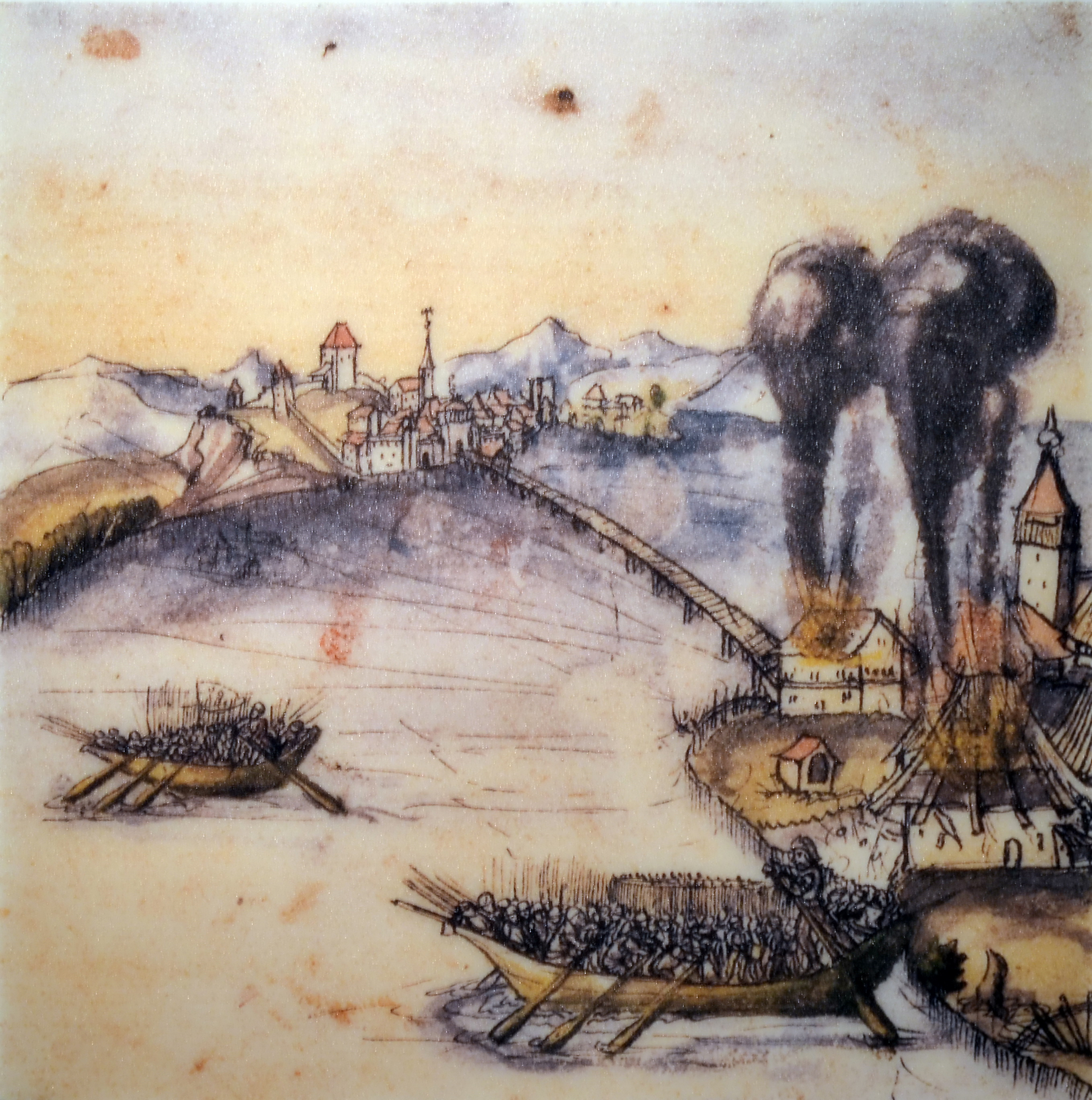
Werner Schodoler: Rapperswiler stecken am 21. Mai 1443 Hurden in Brand

- 21. Mai: Am frühen Morgen zünden Schwyzer einen Teil der Holzbrücke zwischen Hurden und Rapperswil an, um die Verbindung der Stadt mit dem linken Seeufer abzubrechen. Zu diesem Zeitpunkt haben die Rapperswiler noch keine Kenntnis von der Kriegserklärung. Als Vergeltung rüstet Rapperswil umgehend zwei Schiffe mit Kriegsknechten aus der Stadt aus, die das jenseitig gelegene Dorf Hurden mitsamt der Brücke zur Insel Ufenau in Brand stecken, und die Stadt Rapperswil schickt Schwyz am Nachmittag ihrerseits eine offizielle Kriegserklärung. Die Garnison wird weiteren 300 Mann aus Grüningen verstärkt.
- 21. Mai: Die eidgenössischen Orte Uri und Unterwalden schließen sich Schwyz an.
- Bei Freienbach erleiden die Zürcher am 22. Mai eine erste Niederlage gegen die Eidgenossen.
- 24. Mai: Die Alte Eidgenossenschaft besiegt die von habsburgischen Truppen unterstützten Zürcher in der Schlacht am Hirzel.

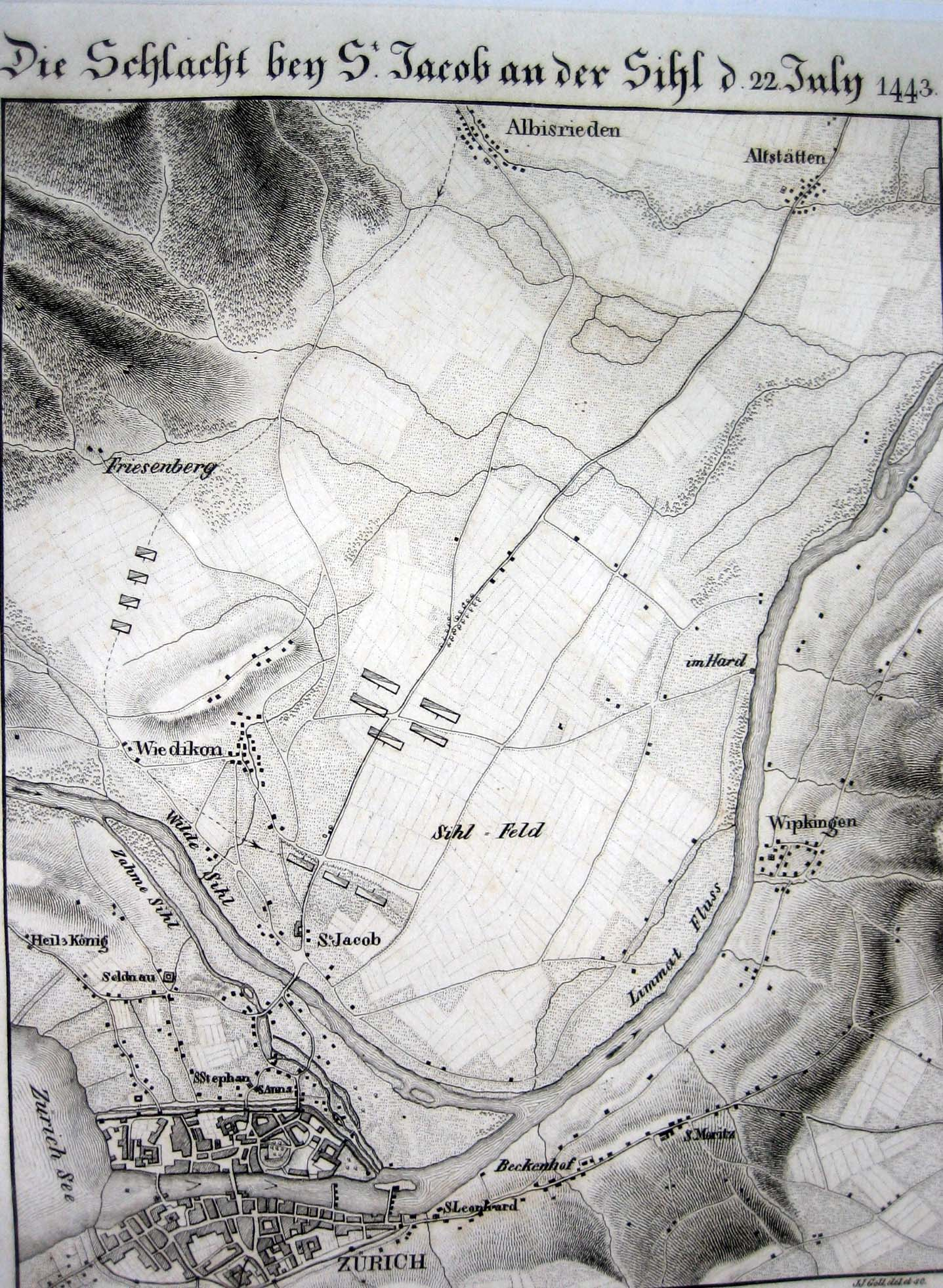
Übersichtskarte St. Jakob an der Sihl

- 22. Juli: In der Schlacht bei St. Jakob an der Sihl vor den Toren Zürichs siegen erneut die Eidgenossen, die Zürcher können die Stadt jedoch vor der Eroberung bewahren. Der Alte Zürichkrieg geht noch bis 1450 weiter.

#### Weitere Ereignisse im Heiligen Römischen Reich
- 11. Dezember: 800 Verteidiger der Festung Luxemburg ergeben sich einer Armee von 2.500 Burgundern. Das Herzogtum Luxemburg ist durch Elisabeth von Görlitz unter Umgehung des Erbrechts ihrer Cousine Elisabeth von Luxemburg an Herzog Philipp den Guten von Burgund verkauft worden, obwohl sie nicht Eigentümerin, sondern nur Pfandberechtigte war. Luxemburg wird dadurch Teil der burgundischen Niederlande.

#### Balkan

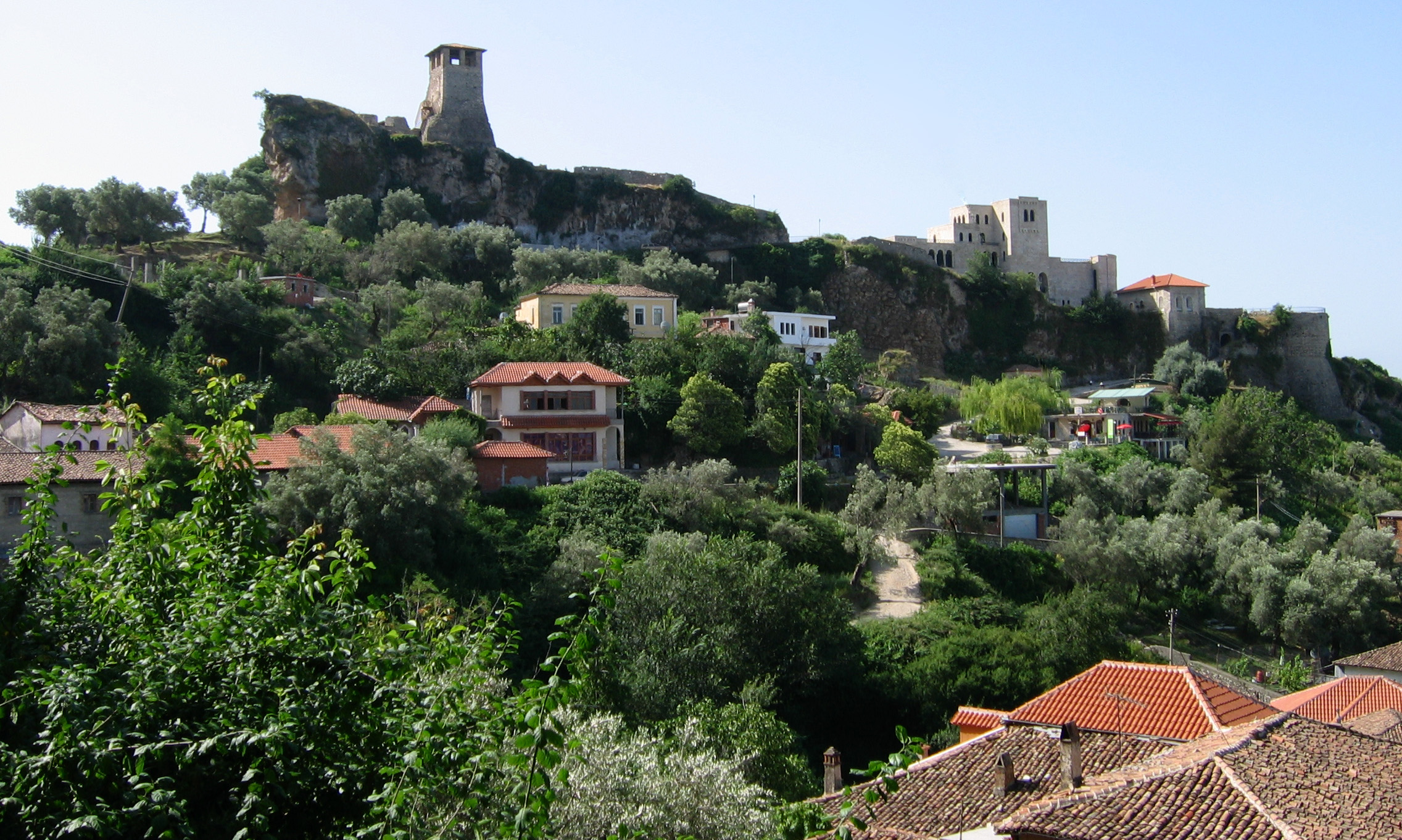
Die Festung von Kruja in Mittelalbanien

- 28. November: Nachdem er am Tag zuvor die Festung von Kruja eingenommen hat, erklärt der albanische Fürst Skanderbeg aus dem Adelsgeschlecht der Kastrioti seinen Abfall vom Osmanischen Reich.

#### Asien
- 16. August: Ashikaga Yoshikatsu, siebenter Shōgun des Ashikaga-Shōgunats während der Muromachi-Zeit in Japan, stirbt nach einem Sturz vom Pferd. Sein Sohn Ashikaga Yoshimasa ist zu diesem Zeitpunkt erst acht Jahre alt.

### Wissenschaft und Technik
- um 1443: In Neapel gründet ein Kreis neapolitanischer Gelehrter um Antonio Beccadelli die Accademia Pontaniana, eine der ältesten wissenschaftlichen Akademien. Dieser informelle Kreis tagt im Castel Nuovo des Königs Alfons V. von Aragón.

### Kultur
- Der Architekt und Werkmeister Hans Puchsbaum beginnt mit dem gotischen Umbau der romanischen Stadtpfarrkirche Steyr.

### Gesellschaft

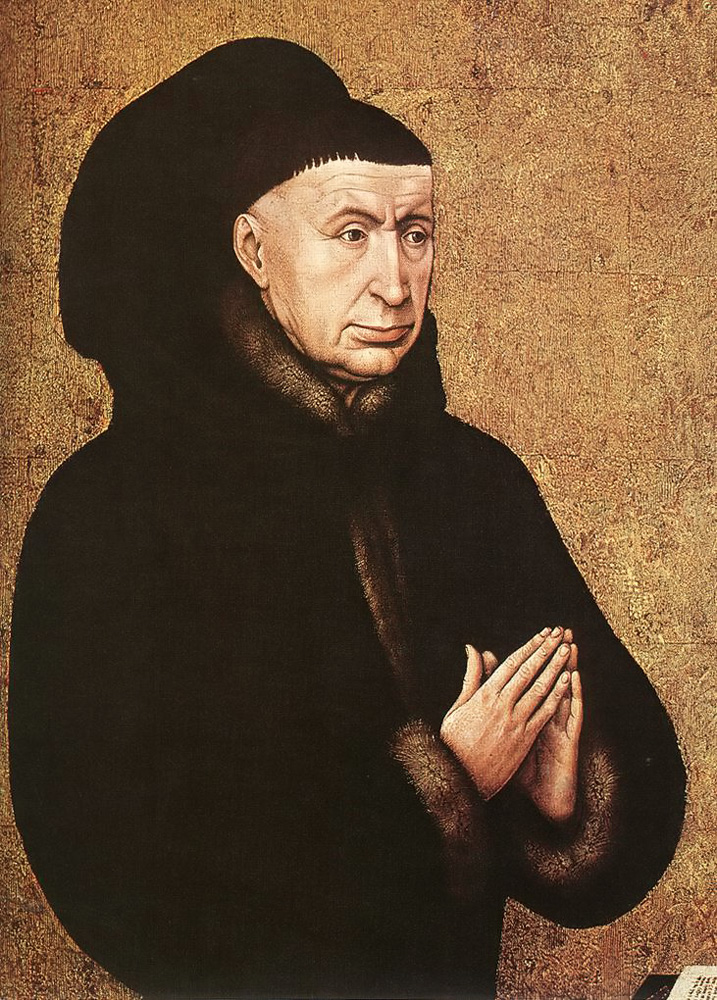
Rogier van der Weyden: Nicolas Rolin

- 4. August: Nicolas Rolin gründet in Beaune das Krankenhaus Hôtel-Dieu.
- König Sejong entwickelt das Koreanische Alphabet (Hangeul/Chosŏn’gŭl).

### Religion
Jetsün Sherab Sengge, ein Schüler Tsongkhapas, gründet in der tibetischen Hauptstadt Lhasa das Untere Tantra-Colleg, die wichtigste tantrische Lehreinrichtung aus der Gelug-Schule des tibetischen Buddhismus.

## Geboren

### Geburtsdatum gesichert
- 2. Februar: Elisabeth von Bayern, deutsche Adlige, Prinzessin von Bayern-München, Kurfürstin von Sachsen († 1484)
- 12. Februar: Giovanni II. Bentivoglio, italienischer Adeliger und Despot († 1508)
- 23. Februar: Matthias Corvinus, böhmischer Adliger, König von Ungarn († 1490)
- 17. Mai: Edmund, englischer Adliger, Earl of Rutland († 1460)
- 29. Mai: Viktorin, böhmischer Adliger, Graf von Glatz, Herzog von Münsterberg und Troppau, Reichsgraf († 1500)
- 31. Mai: Margaret Beaufort, englische Adlige, Tochter von John Beaufort, 1. Herzog von Somerset († 1509)
- 24. Juni: Hans von Werthern, deutscher Adliger, Reichsritter († 1533)
- 31. Juli: Albrecht III., deutscher Adliger, Herzog von Sachsen und Begründer der albertinischen, später königlich sächsischen Linie († 1500)
- 1. August: Johann von Pfalz-Mosbach, Dompropst zu Augsburg und Regensburg († 1486)
- 17. August: Thilo von Trotha, Bischof von Merseburg, Rektor der Universität Leipzig († 1514)
- 10. November: Adolf III., Graf von Nassau-Wiesbaden-Idstein († 1511)
- 1. Dezember: Madeleine de France, Regentin des Königreichs Navarra († 1495)
- 5. Dezember: Giuliano della Rovere, als Julius II. Papst († 1513)

### Genaues Geburtsdatum unbekannt
- Gilbert de Bourbon-Montpensier, französischer Adliger, Graf von Montpensier, Herzog von Sessa und Vizekönig von Neapel († 1496)
- Diego Deza, spanischer Theologe und  Großinquisitor († 1523)
- Thomas Howard, 2. Duke of Norfolk, englischer Feldherr und Höfling († 1524)
- Piero del Pollaiuolo, italienischer Maler († 1496)
- Riccardo Quartararo, italienischer Maler († 1506)
- Girolamo Riario, italienischer Adliger, Herr von Imola und Forlì († 1488)
- Shōhaku, japanischer Dichter († 1527)
- Wilhelm Westphal, Bischof von Lübeck († 1509)

### Geboren um 1443
- Askia Mohammad I., Herrscher des Songhaireichs († 1538)
- Richard Edgcumbe, englischer Adeliger und Höfling († 1489)

## Gestorben

### Todesdatum gesichert
- 11. Januar: Étienne de Vignolles, französischer Ritter (* um 1390)
- 16. Januar: Erasmo da Narni, genannt Gattamelata, italienischer Condottiere (* 1370)
- 3. Februar: Branda Castiglione, italienischer Humanist, päpstlicher Legat, Kardinal (* 1350)
- 21. Februar: Guidantonio da Montefeltro, Graf von Urbino (* 1378)
- 14. März: Johann von Pfalz-Neumarkt, deutscher Adliger, Feldherr, Pfalzgraf und Herzog in Bayern (* 1383)
- 24. März: James Douglas, schottischer Adliger, Earl of Avondale, 7. Earl of Douglas (* 1371)
- 9. Mai: Niccolò Albergati, italienischer Diplomat, Kardinal (* 1375)
- 30. Mai: Hans Laxmand, Erzbischof von Lund
- Mai: Johann II., deutscher Adliger, Graf von Nassau-Dillenburg (* um 1365)
- 5. Juni: Ferdinand von Avis, portugiesischer Großmeister des Avizordens (* 1402)
- 8. Juni: Konrad von Reisberg, Bischof von Seckau
- 1. August: Metrophanes II., Patriarch von Konstantinopel
- 14. August: Nikodemus della Scala, Bischof von Freising
- 16. August: Ashikaga Yoshikatsu, japanischer Adliger, 7. Shogun des Ashikaga-Shogunats (* 1434)
- 18. September: Ludwig von Luxemburg, französischer Adliger, Bischof von Thérouanne und Ely, Erzbischof von Rouen, Kanzler von Frankreich (* 1391)
- 11. Dezember: John Cornewall, 1. Baron Fanhope, englischer Adeliger und Militär (* vor 1375)
- 17. Dezember: Georg von Stubai, Fürstbischof von Brixen
- 27. Dezember: Eberhard von Saunsheim, Deutschmeister des Deutschen Ordens (* um 1385)

### Genaues Todesdatum unbekannt
- Nikolaus Burgmann, deutscher Domdekan, Chronist (* um 1360)
- Albrecht von Březí, Bischof von Leitomischl
- Bartošek z Drahonic, böhmischer Chronist (* um 1380)
- Friedrich XII., deutscher Adliger, Graf von Hohenzollern (* vor 1401)
- Konrad Kron, deutscher Bischof von Lebus
- Dietrich Tanke, Priester des Deutschen Ordens
- Verena von Waldburg, schwäbische Adelige (* um 1400)